# Смертная казнь в Бутане
Смертная казнь в Бутане была отменена 20 марта 2004 года и запрещена Конституцией 2008 года. Запрет смертной казни является одним из основных прав, гарантированных конституцией, и относится ко всем людям в королевстве.

## История
После проведения реформ первым королём Бутана Угьеном Вангчуком в начале XX века смертная казнь применялась только к убийцам, скрывшимся с места происшествия, и к людям, подделывавшим правительственные документы. В 1992 году был принят Закон о национальной безопасности, согласно которому смертная казнь применялась к лицам, виновным в измене или явно «оказывающим помощь и поддержку врагам» правительства королевства.
5 апреля 1964 года в споре между конкурирующими политическими группировками был убит премьер-министр Джигме Палден Дорджи. Родной дядя короля и главнокомандующий Королевской бутанской армией Намгьял Бахадур был казнён за участие в попытке государственного переворота.